# Jacqueline Kerkhof
Jacqueline Kerkhof (Oirschot, 31 juli 1967) is een Nederlands cabaretière.

## Biografie
Kerkhof werd in 1967 geboren in Oirschot. Halverwege de jaren 80 startte zij een opleiding aan de Toneelacademie Maastricht. In 1990 studeerde zij af, waarna zij zelf docent werd aan de Toneelacademies van Maastricht en Eindhoven.
In 1998 nam zij deel aan het cabaretfestival Cameretten. In de finale legde zij het af tegen Patrick Stoof en Stenzel & Geraldo, maar sleepte wel de publieks- en persoonlijkheidsprijs in de wacht. Hierna ging ze de theaters in met haar eerste programma Laag bij de grond en maakte zij nog een vijftal cabaretprogramma's, die een mix waren van verhalen, muziek en comedy. In 2010 en 2011 speelde zij met Irene Kuiper en Sjoera Retèl in de voorstelling Denk aan mij van Hetty Heyting.
Kerkhof is columniste in het programma De stemming van de Limburgse lokale omroep L1, waarvoor ze tevens het programma Het uitzendbureau maakte. Van 2012 tot 2014 maakte ze enkele programma's met Toneelgroep Maastricht.

## Programma's
- 1998-2001: Laag bij de grond
- 2001-2003: Wasem
- 2005-2006: Vleesbingo
- 2006-2008: Angsthaas
- 2009-2010: Sprookje nummer 5
- 2010-2011: Denk aan mij (met Hetty Heyting, Irene Kuiper en Sjoera Retèl)
- 2012: Een Midzomernachtdroom (met gelegenheidsensemble)
- 2012: Dwars door Maastricht (met Toneelgroep Maastricht)
- 2013-2014: Een sneeuwwitte kerst (met Toneelgroep Maastricht)